# Edwin Billington
Edwin Billington (conocido como Teddy Billington; 14 de julio de 1882-8 de agosto de 1966) fue un deportista estadounidense que compitió en ciclismo en la modalidad de pista. Participó en los Juegos Olímpicos de San Luis 1904, obteniendo cuatro medallas, una de plata y tres de bronce.

## Medallero internacional
| Juegos Olímpicos | Juegos Olímpicos          | Juegos Olímpicos  | Juegos Olímpicos |
| Año              | Lugar                     | Medalla           | Competición      |
| ---------------- | ------------------------- | ----------------- | ---------------- |
| 1904             | San Luis (Estados Unidos) | Medalla de plata  | 1⁄2 de milla     |
| 1904             | San Luis (Estados Unidos) | Medalla de bronce | 1⁄4 de milla     |
| 1904             | San Luis (Estados Unidos) | Medalla de bronce | 1⁄3 de milla     |
| 1904             | San Luis (Estados Unidos) | Medalla de bronce | 1 milla          |